# Primož Brezec
Primož Brezec, slovenski košarkar, * 2. oktober 1979, Postojna.
Brezec je igral na poziciji centra, visok je 216 cm in tehta 114 kg. Znan je bil po močni volji in borbenosti, tako da ni čudno, da je bil uspešen. Njegov oče Hilarij je bil prav tako košarkar. 
Brezčev prvi klub je bil sežanski KK Kraški Zidar. V srednji šoli je bil med najboljšimi igralci v ligi ŠKL, katero je z ekipo SŠ Srečka Kosovela Sežana osvojil v sezoni 1997/1998. Dobre igre so opazili v KK Union Olimpija, kjer je igral v letih 1998 do 2001. Zatem se je odpravil v ligo NBA, v kateri je zaigral kot tretji Slovenec, pred njim sta bila le Marko Milič in Nesterović. V Ameriki je leta 2004 za tedaj novo moštvo Charlotte Bobcats dosegel prvi uradni točki. Bogato in raznoliko kariero je končal januarja 2018 v starosti 38 let s poslovilno tekmo v Sežani. Po igralni karieri se je posvetil novačenju novincev.

## Profesionalna kariera
Leta 2000 ga je 27. po vrsti na naboru lige NBA izbrala ekipa Indiana Pacers. Do leta 2004 je zanjo odigral 62 tekem, v povprečju pa je na tekmo dosegel nekaj manj kot dve točki. Pred sezono 2004/2005 ga je v svoje vrste povabil takrat novoustanovljeni klub Charlotte Bobcats. Tu je Brezec dobil mnogo več priložnosti za dokazovanje, saj je v dveh sezonah odigral 151 tekem, povprečno pa je dosegel 12,7 točke in imel 6,4 skoka na tekmo, prav vse tekme pa je začel na igrišču. Največje število točk na tekmi je 27, toliko jih je dosegel na dveh tekmah. Dvojni dvojček mu je uspel 22-krat, dvomestno število točk je imel na 108 tekmah.

## Državna reprezentanca
Breza je za slovensko reprezentanco igral najprej na prvenstvih stare celine, in sicer najprej na EP 2003 na švedskem in na nalednjem, ki je bilo v Turčiji - EP 2005. Igral je tudi na prvem turnirju sveta, ki se ga je udeležila slovenska reprezentanca, na japonskem leta 2006, po katerem pa je zaradi hude izčrpanosti in dehidracije naredil krajšo reprezentančno pavzo. Vrnil se je zopet na turnirju, ki je bil na Poljskem leta 2009, na Evropsko prvenstvo v košarki 2009.